# Tylois mirificus
Tylois mirificus är en skalbaggsart som beskrevs av Lewis 1901. Tylois mirificus ingår i släktet Tylois och familjen stumpbaggar. Inga underarter finns listade i Catalogue of Life.